# Vismes
Vismes (picardisch Vinme) ist eine nordfranzösische Gemeinde mit 473 Einwohnern (Stand 1. Januar 2022) im Département Somme in der Region Hauts-de-France. Die Gemeinde liegt im Arrondissement Abbeville und ist Teil des Kantons Gamaches.

## Geographie

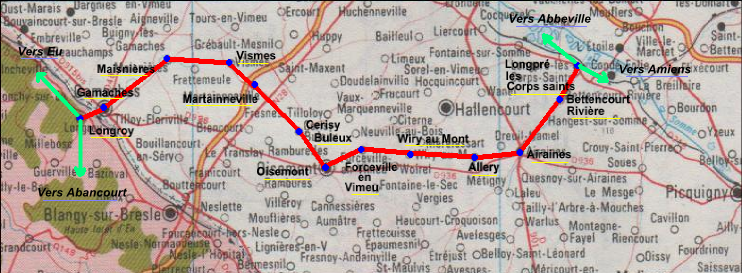
Ehemalige Bahnstrecke nach Gamaches

Die in die Ortsteile Vismes-au-Mont un d Vismes-au-Val gegliederte Gemeinde liegt im Vimeu im Quellgebiet des Flüsschens Vimeuse fast vollständig nordwestlich der Autoroute A 28; östlich schließt die Gemeinde Martainneville, westlich die Gemeinde Frettemeule an. Der Ort liegt an der 1993 stillgelegten Bahnstrecke von Longpré-les-Corps-Saints nach Gamaches. Zu Vismes gehören die Ortsteile Hantecourt im Westen und Le Plouy im Osten sowie Wiammeville und Morival im Süden.

## Toponymie und Geschichte
Der Ortsname wird auf denselben keltischen Wortstamm zurückgeführt wie der Fluss Wümme in Niedersachsen. Ein Friedhof aus der Latènezeit bezeugt frühe Besiedelung.
Im Jahr 1066 wurde eine Motte (Burg) von Theobald Fretel de Vismes errichtet; sie nutzte einen natürlichen Hügel, der von einem Graben umgeben wurde. Vismes wurde 1320 zur Baronie erhoben. Die Burg wurde 1372 durch John of Gaunt, 1. Duke of Lancaster zerstört.

## Einwohner
| 1962 | 1968 | 1975 | 1982 | 1990 | 1999 | 2006 | 2011 |
| ---- | ---- | ---- | ---- | ---- | ---- | ---- | ---- |
| 412  | 395  | 367  | 326  | 314  | 306  | 326  | 440  |

## Verwaltung
Bürgermeister (maire) ist seit 2001 Nicolas Plé.

## Sehenswürdigkeiten
- 1711 erbautes Schloss von Plouy
- Motte castrale von Vismes-au-Mont[2]
- Mariä-Geburts-Kirche aus dem 15. Jahrhundert, 1920 als Monument historique klassifiziert[3].
- mittelalterliche Ummauerung in Vismes-au-Mont

## Persönlichkeiten
- Eugène Verlant (1867–1958), Ingenieur und Schöpfer des französischen Eisenbahnsignalwesens, hier geboren.